# Узбекистански сом
Вижте пояснителната страница за други значения на сом.
Узбекистанският сом (на узбекски: Oʻzbekiston soʻm или Ўзбекистон сўм) е официалното разплащателно средство и парична единица в Узбекистан.
Дели се 100 тийна. Има монети от 1, 5, 10, 25, 50, 100, 500 сома, както се емитират и банкноти от 1, 3, 5, 10, 25, 50, 100, 200, 500, 1000, 5000, 10 000 сома. 1 български лев е равен на 4861.04 узбекистански сома към януари 2019 г.